# 海伦娜·布伦纳
海伦娜·布伦纳（英語：Helena Brunner，1957年或1958年—），澳大利亚女子游泳运动员。她曾代表澳大利亚参加1984年夏季残疾人奥林匹克运动会游泳比赛，获得五枚金牌、一枚银牌和一枚铜牌。